# 什勒斯維希-霍爾斯坦-戈托普的索菲亞
（什勒斯維希-）霍爾斯坦-戈托普的索菲亞（德語：Sophia von Schleswig-Holstein-Gottorf，1569年6月1日—1634年11月14日），梅克倫堡公爵夫人，霍爾斯坦-戈托普公爵阿道夫的女兒。

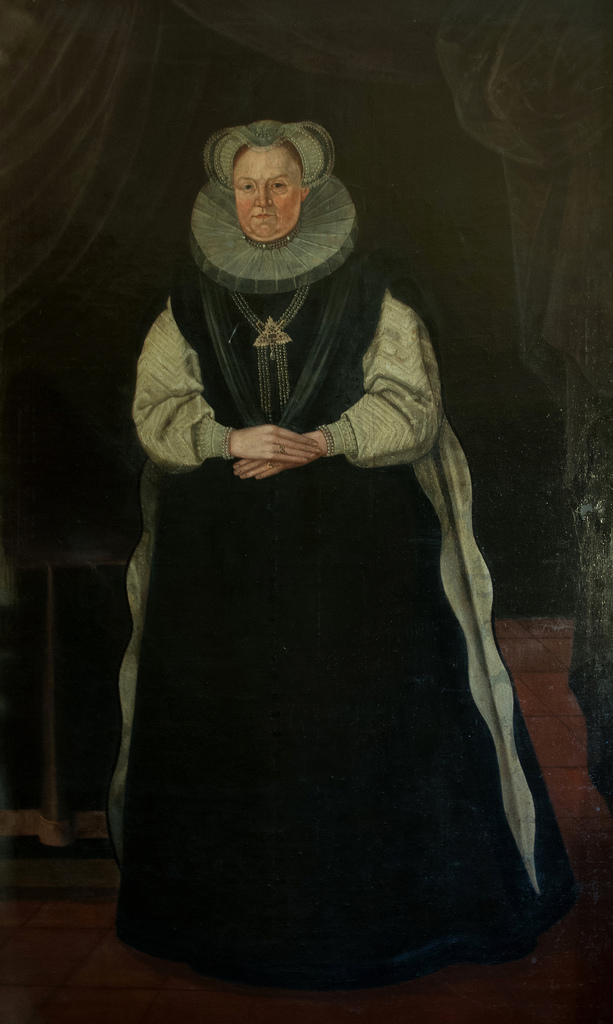
霍爾斯坦-戈托普的索菲亞

## 家庭
1588年，索菲亞和梅克倫堡公爵約翰七世結婚，兩人共有2子1女：
1. 阿道夫·腓特烈（1588年—1658年）
2. 約翰·阿爾布雷希特（1590年—1636年）
3. 安娜·索菲（1591年—1648年）